# Acer yui
Acer yui é uma espécie de árvore do gênero Acer, pertencente à família Aceraceae.